# Liste der schnellsten Serien-Motorräder

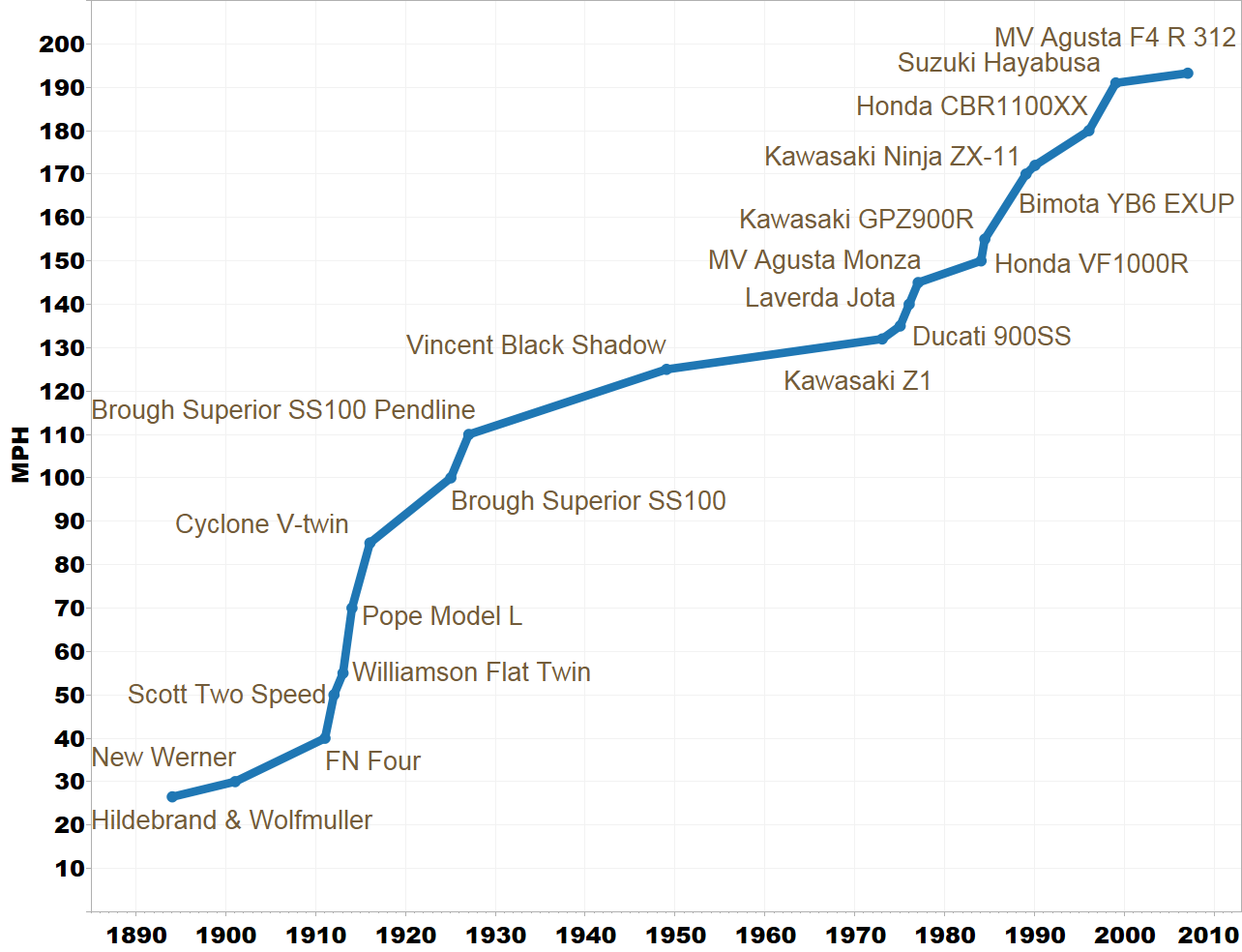
Grafische Darstellung der Entwicklung der Geschwindigkeitskurve (in MPH) anhand bekannter Serienmaschinen

Als „Schnellstes Serien-Motorrad des Jahres“ gilt die unmodifizierte Version eines Motorrads mit der höchsten gemessenen Endgeschwindigkeit, das in Serie hergestellt wird und für die breite Öffentlichkeit erhältlich ist. Modifizierte oder speziell angefertigte Motorräder sind in einer anderen Kategorie, dem Motorrad-Landgeschwindigkeitsrekord erfasst. Im Gegensatz zu den Aufzeichnungen, die offiziell von der Fédération Internationale de Motocyclisme (FIM) genehmigt wurden, wurden Produktionsmodelltests unter verschiedenen ungleichen oder undefinierten Bedingungen durchgeführt und von zahlreichen verschiedenen Quellen, hauptsächlich Motorradmagazinen, getestet. Dies hat zu inkonsistenten und manchmal widersprüchlichen Geschwindigkeitsstatistiken durch die verschiedenen Quellen geführt.

## Liste der Schnellsten Serien-Motorräder

### Liste / Tabelle
| Bauzeit       | Marke                            | Modell                        | Motor                         | Hubraum     | Hubraum       | Leistung   | Leistung     | Höchstgeschwindigkeit | Höchstgeschwindigkeit | Bild | Anmerkungen und Belege |  |
| Bauzeit       | Marke                            | Modell                        | Motor                         | cm³         | cui           | PS         | kW           | km/h                  | mph                   | Bild | Anmerkungen und Belege |  |
| ------------- | -------------------------------- | ----------------------------- | ----------------------------- | ----------- | ------------- | ---------- | ------------ | --------------------- | --------------------- | ---- | --- |  |
| 1894–1897     | Hildebrand und Wolfmüller        | – –                           | Parallel twin (wassergekühlt) | 1500 cm³    | 92 cui        | 2,5 PS     | 1,9 kW       | 40–45 km/h            | 25–28 mph             |      | Erstes serienmäßig produziertes Motorrad der Welt. |  |
| 1898–1900     | Werner                           | Motocyclette                  | Einzylindermotor              | 216 cm³     | 13.2 cui      | – –        | – –          | 25–35 km/h            | 15.5–22 mph           |      | [ 3 ] [ 4 ] [ 5 ] [ 6 ] |  |
| 1901–1908     | Werner                           | Neue Werner                   | Einzylindermotor              | 230–333 cm³ | 14.0–20.3 cui | 2–3,25 PS  | 1,49–2,42 kW | 48 km/h               | 30 mph                |      | [ 2 ] [ 3 ] [ 4 ] [ 6 ] |  |
| 1911–1931     | FN (Fabrique National)           | Four                          | Reihen-Vierzylinder (längs)   | 491 cm³     | 30.0 cui      | 4 PS       | 3,0 kW       | 64 km/h               | 40 mph                |      | Erstes serienmäßig produziertes 4-Zylinder-Motorrad der Welt. |  |
| 1912–         | Scott                            | Two Speed                     | Parallel Twin                 | 532 cm³     | 32,5 cui      | 3 PS       | 2,2 kW       | 80 km/h               | 50 mph                |      | [ 1 ] |  |
| 1913–1920     | Williamson                       | Flat Twin                     | „Flat Twin“ (Boxermotor)      | 964 cm³     | 58,8 cui      | – –        | – –          | 89 km/h               | 55 mph                |      | [ 1 ] |  |
| 1914–1920     | Pope                             | Model L                       | V-Twin                        | 999 cm³     | 61,0 cui      | 12 PS      | 8,9 kW       | 110 km/h              | 70 mph                |      | [ 1 ] [ 7 ] |  |
| 1916–1917     | Joerns Motor Manufacturing Comp. | Cyclone V-Twin                | V-Twin                        | 996 cm³     | 60,8 cui      | 25 PS      | 19 kW        | 137 km/h              | 85 mph                |      | [ 1 ] |  |
| 1918–1931     | Excelsior                        | – –                           | V-Twin                        | 992 cm³     | 60,5 cui      | 20 PS      | 15 kW        | 130 km/               | 80 mph                |      | [ 1 ] |  |
| 1925–1940     | Brough Superior                  | SS100                         | V-Twin                        | 988 cm³     | 60,3 cui      | 45 PS      | 34 kW        | 160 km/h              | 100 mph               |      | [ 1 ] [ 2 ] |  |
| 1927–1940     | Brough Superior                  | SS100 Pendine                 | V-Twin                        | 981 cm³     | 59,9 cui      | 45 PS      | 34 kW        | 180 km/h              | 110 mph               |      | Eine Sportausführung der SS100. Der Rekord bestand für 22 Jahre. |  |
| 1934–1940     | Brough Superior                  | SS100 Alpine Grand Sports     | V-Twin                        | 996 cm³     | 60,8 cui      | 75 PS      | 56 kW        | 180 km/h              | 110 mph               |      | [ 8 ] |  |
| 1936–ca. 1941 | Crocker                          | Crocker V-Twin                | V-Twin                        | 998 cm³     | 60,9 cui      | 50 PS      | 37 kW        | 180 km/h              | 110 mph               |      | [ 1 ] |  |
| 1936–1940     | Vincent                          | Series A Rapide               | V-Twin                        | 998 cm³     | 60,9 cui      | 45 PS      | 34 kW        | 180 km/h              | 180 km/h              |      | [ 1 ] |  |
| 1949–1952     | Vincent                          | Vincent Black Lightning       | V-Twin                        | 998 cm³     | 60,9 cui      | 70 PS      | 52 kW        | 240 km/h              | 150 mph               |      | Erstes Motorrad, das die Brough Superior SS100 Pendine nach 22 Jahren übertraf. |  |
| 1956–1963     | BSA                              | Gold Star Clubman             | Einzylindermotor              | 499 cm³     | 30,5 cui      | 42 PS      | 31 kW        | 180 km/h              | 110 mph               |      | [ 1 ] |  |
| 1958–1971     | Harley Davidson                  | XLCH Sportster                | V-Twin                        | 883 cm³     | 53,9 cui      | 55 PS      | 41 kW        | 196 km/h              | 122 mph               |      | [ 11 ] |  |
| 1968–1975     | BSA                              | Rocket 3/Triumph Trident      | Dreizylinder (quer)           | 740 cm³     | 45 cui        | 58 PS      | 43 kW        | 201 km/h              | 125 mph               |      | [ 1 ] |  |
| 1972–1975     | Kawasaki                         | Z1                            | Vierzylinder (quer)           | 903 cm³     | 55,1 cui      | 82 PS      | 61 kW        | 212 km/h              | 132 mph               |      | [ 1 ] [ 12 ] |  |
| 1975–1982     | Ducati                           | 900SS                         | V-Twin                        | 864 cm³     | 52,7 cui      | 79 PS      | 59 kW        | 217 km/h              | 135 mph               |      | [ 1 ] [ 13 ] |  |
| 1976–1981     | Laverda                          | Jota                          | Dreizylinder (quer)           | 981 cm³     | 59,9 cui      | 90 PS      | 67 kW        | 225–235 km/h          | 140–146 mph           |      | [ 1 ] [ 7 ] [ 14 ] |  |
| 1984–1988     | Honda                            | VF1000R                       | Vierzylinder (quer)           | 998 cm³     | 60,9 cui      | 122 PS     | 91 kW        | 240 km/h              | 150 mph               |      | Erstes Motorrad, das die Vincent Black Lightning nach 35 Jahren übertrifft. |  |
| 1984–1996     | Kawasaki                         | GPZ900R Ninja                 | Vierzylinder (quer)           | 908 cm³     | 55,4 cui      | 113–115 PS | 84–86 kW     | 243–254 km/h          | 151–158 mph           |      | [ 1 ] [ 2 ] [ 15 ] |  |
| 1986–1988     | Suzuki                           | GSX-R 1100 (G-H-J)            | Vierzylinder (quer)           | 1052 cm³    | 64,2 cui      | 125 PS     | 93 kW        | 257 km/h              | 160 mph               |      | [ 16 ] |  |
| 1987–1999     | Honda                            | CBR1000F                      | Vierzylinder (quer)           | 998 cm³     | 60,9 cui      | 132 PS     | 98 kW        | 248–264 km/h          | 154–164 mph           |      | [ 16 ] [ 17 ] [ 18 ] |  |
| 1987–1988     | Yamaha                           | FZR1000 „Genesis“             | Vierzylinder (quer)           | 989 cm³     | 60,4 cui      | 135 PS     | 101 kW       | 254,9–257,5 km/h      | 158,4–160 mph         |      | Bei einigen Tests schneller als die Honda CBR1000F |  |
| 1988–1990     | Kawasaki                         | Tomcat ZX-10                  | Vierzylinder (quer)           | 997 cm³     | 60,8 cui      | 135 PS     | 101 kW       | 266 km/h              | 165 mph               |      | [ 20 ] [ 21 ] |  |
| 1989–1995     | Yamaha                           | Yamaha FZR1000                | Vierzylinder (quer)           | 1003 cm³    | 61,2 cui      | 145 PS     | 108 kW       | 269 km/h              | 167 mph               |      | [ 22 ] |  |
| 1989–1990     | Bimota                           | YB6 EXUP                      | Vierzylinder (quer)           | 1002 cm³    | 61,1 cui      | 147 PS     | 110 kW       | 270 km/h              | 170 mph               |      | [ 1 ] |  |
| 1990–2001     | Kawasaki                         | Ninja ZX-11                   | Vierzylinder (quer)           | 1052 cm³    | 64,2 cui      | 145 PS     | 108 kW       | 272–283 km/h          | 169–176 mph           |      | [ 1 ] [ 23 ] [ 20 ] [ 24 ] |  |
| 1992–1993     | Bimota                           | YB8 Furano                    | Vierzylinder (quer)           | 1002 cm³    | 61,1 cui      | 164 PS     | 122 kW       | 277 km/h              | 172 mph               |      | Bei einigen Tests schneller als die Kawasaki Ninja ZX-11 |  |
| 1996–2007     | Honda                            | CBR1100XX Super Blackbird     | Vierzylinder (quer)           | 1137 cm³    | 69,4 cui      | 164 PS     | 121 kW       | 280–290 km/h          | 174–180 mph           |      | [ 1 ] [ 23 ] |  |
| 1999          | Suzuki                           | Hayabusa (erste Generation)   | Vierzylinder (quer)           | 1299 cm³    | 79,3 cui      | 173 PS     | 129 kW       | 303–312 km/h          | 188–194 mph           |      | Letztes Modell vor dem ‚Gentlemen's Agreement‘. |  |
| 1999          | Suzuki                           | Hayabusa (erste Generation)   | Vierzylinder (quer)           | 1299 cm³    | 79,3 cui      | 173 PS     | 129 kW       | 300 km/h              | 186 mph               |      | Geschwindigkeitsbegrenzung |  |
| 2000–2005     | Kawasaki                         | ZX-12R                        | Vierzylinder (quer)           | 1199 cm³    | 73,2 cui      | 178 PS     | 133 kW       | 300 km/h              | 186 mph               |      | Geschwindigkeitsbegrenzung |  |
| 2006–         | Kawasaki                         | ZX-14                         | Vierzylinder (quer)           | 1352 cm³    | 82,5 cui      | 163,3 PS   | 121,8 kW     | 300 km/h              | 186 mph               |      | Geschwindigkeitsbegrenzung |  |
| 2007–2008     | MV Agusta                        | F4 R 312                      | Vierzylinder (quer)           | 998 cm³     | 60,9 cui      | 183 PS     | 136 kW       | 298–311 km/h          | 185–193 mph           |      | Erstes europäisches Motorrad, das das „Gentlemen's Agreement“ übertrifft; MV Agusta war keine Teilnahme bekannt                                                                         |  |
| 2009–2018     | BMW                              | S 1000 RR (erste Generation)  | Vierzylinder (quer)           | 999 cm³     | 61,0 cui      | 199 PS     | 148 kW       | 303 km/h              | 188 mph               |      | Bei einigen Tests schneller als die MV Agusta F4 R 312. BMW hielt das „Gentlemen's Agreement“ für initiiert; erste Partei, die zustimmt, die selbst auferlegte Grenze zu überschreiten. |  |
| 2019–2021     | BMW                              | S 1000 RR (zweite Generation) | Vierzylinder (quer)           | 999 cm³     | 61,0 cui      | 205 PS     | 153 kW       | 310 km/h              | 193 mph               |      | Bei einigen Tests schneller als die MV Agusta F4 R 312. |  |
| 2021–         | BMW                              | M 1000 RR (seit 2021)         | Vierzylinder (quer)           | 999 cm³     | 61,0 cui      | 212 PS     | 156 kW       | 314 km/h              | 195 mph               |      | [ 38 ] [ 39 ] |  |

## Nicht in die Liste aufgenommene Motorräder
Einige Motorräder galten aus verschiedenen Gründen nicht als die schnellsten Serienmaschinen. Hier ist eine Liste einiger bekannter Motorräder, die die Standards nicht erfüllen konnten, um die schnellsten Serienmotorräder zu sein.
| Bauzeit   | Marke                | Modell           | Motor               | Hubraum  | Hubraum  | Leistung   | Leistung   | Höchstgeschwindigkeit | Höchstgeschwindigkeit | Bild | Anmerkungen und Belege |
| Bauzeit   | Marke                | Modell           | Motor               | cm³      | cui      | PS         | kW         | km/h                  | mph                   | Bild | Anmerkungen und Belege |
| --------- | -------------------- | ---------------- | ------------------- | -------- | -------- | ---------- | ---------- | --------------------- | --------------------- | ---- | --- |
| 2013–2017 | Ducati               | Panigale R       | V-Twin              | 1198 cm³ | 73,1 cui | 202 PS     | 151 kW     | 325 km/h              | 202 mph               |      | Höchstgeschwindigkeit wurde mit OEM „Track-only“ Auspuffanlage erreicht. |
| 2014–     | Lightning Motorcycle | Lightning LS-218 | Elektromotor        | – –      | – –      | 200 PS     | 150 kW     | 348 km/h              | 216 mph               |      | Der Rekord von 348 km/h wurde mit einer LS-218 aufgestellt, die mit Hochgeschwindigkeitsgetriebe und -verkleidung modifiziert wurde. Die Höchstgeschwindigkeit der Serienversion (ummodifiziert) wurde von einer unabhängigen, überprüfbaren Quelle nicht eindeutig definiert. Andererseits wurde mit dem ersten Elektrofahrzeug, das für den Titel des schnellsten straßenzulässigen Serienmotorrads der Welt in Betracht gezogen wurde, ein professionelles Straßenrennen gegen konventionelle Motorräder gewonnen. |
| 2015–     | Kawasaki             | Ninja H2R        | Vierzylinder (quer) | 998 cm³  | 60,9 cui | 310–326 PS | 230–243 kW | 400 km/h              | 250 mph               |      | Ausgeschlossen, da die rekordverdächtige H2R-Variante nur auf der Strecke und nicht straßenzugelassen ist. |

## Gentlemen's Agreement zur Beendigung des „Wettrüstens“
siehe auch: Hayabusa / Geschwindigkeitsbegrenzung
Nach etwas mehr als einem Jahrhundert des Wettrüstens der Motorradhersteller, um das schnellste Serienmotorrad wurde nach der Markteinführung der Suzuki Hayabusa 1999 ein Waffenstillstand, das sog. „Gentlemen's Agreement“ geschlossen, der etwa 8 Jahre dauerte. Unter den großen Motorradherstellern wurde eine Vereinbarung getroffen, die Geschwindigkeit ihrer Maschinen ab den 2000er Modellen auf 300 km/h (186 mph) zu begrenzen.
Nachdem die Hayabusa 1999 Schockwellen ausgelöst hatte, indem sie den Rekord der Honda CBR1100XX um mehr als 10 mph (16 km/h) übertraf, und Gerüchte über Kawasaki darauf hindeuteten, dass deren kommende 2000er Ninja ZX-12R die 200 mph (322 km/h) überschreiten würde, forderten einige Regulierungsbehörden und Politiker in Europa ein Importverbot für Hochgeschwindigkeitsmotorräder. Es gab Befürchtungen, dass es „zu einem Ausbruch illegaler Rennen kommen würde, wenn Fahrer versuchen, die 200-Meilen-Marke zu durchbrechen“. Um diese Regulierung zu verhindern und negative Werbung zu vermeiden, beendeten die Hersteller freiwillig das Wettrüsten um immer höhere Geschwindigkeiten.
Die Quellen variieren, ob diese inoffizielle Vereinbarung exakt oder nur ungefähr abgefasst war und ob sie als 300 km/h oder als 186 mph definiert wurde, obwohl die europäischen und japanischen Hersteller normalerweise metrische Einheiten verwenden. Während Honda ankündigte, dass seine Motorräder nicht schneller als 300 km/h fahren würden, äußerten sich Suzuki und Kawasaki nicht zu diesem Thema. Die Vereinbarung zwischen ihnen und den anderen Marken wurde von den Herstellern nie offiziell anerkannt, obwohl Medienquellen dies über ungenannte Informanten und durch Tests der Höchstgeschwindigkeit von Motorrädern berichten, von denen bekannt ist, dass sie das willkürliche Maximum überschreiten können.
Für 2000er Modelle und spätere Motorräder konnte die Frage, welches Bike einer Marke am schnellsten war, nur noch durch Manipulation des Geschwindigkeits-Begrenzungssystems beantwortet werden, was bedeutete, dass es keinen Wettbewerb mehr zwischen „echten“ Serienmotorrädern gab. Aber der Geschwindigkeitskrieg ging im Untergrund weiter, außerhalb des Rampenlichts, mit heftiger Konkurrenz unter den Enthusiasten des „200 mph-Clubs“, wenn auch nur mit möglichst geringfügigen technischen Änderungen, die erforderlich waren, um den Geschwindigkeitsbegrenzer zu umgehen und diesen Krieg vor der scheinbar friedlichen Welt des „regulären“ Serien-Motorräder zu verbergen.

### Ausbrüche aus der Vereinbarung
- MV Agusta bewarb ihre 2007er F4 R 312 als fähig 312 km/h (194 mph) zu erreichen, daher der „312“ im Namen. Der Fachjournalist Roland Brown schrieb dazu (Zitat): „…weil MV keinen Grund sieht, sich an die Herstellervereinbarung zu halten ... Politik sei verdammt: MV ist italienisch und Italiener haben den nationalen Anspruch, ihre Motorräder so schnell wie möglich zu machen“.[31][32] Die italienische Zeitschrift Motociclismo berichtete, bei Tests mit der F4 R 312 310,99 km/h (193,24 mph) erreicht zu haben, also die behauptete Geschwindigkeit mehr oder weniger zu bestätigen und den getesteten Geschwindigkeiten der Suzuki Hayabusa (303–312 km/h / 188–194 mph) von 1999 ebenbürtig zu sein, wenn nicht sogar diese zu übertreffen.[33] Das Magazin Sport Rider dagegen konnte bei seinen Tests „nur“ 298,4 km/h (185,4 mph) erreichen und schrieb, dass „eine erhebliche Leistungssteigerung erforderlich wäre, um das Defizit von 8 km/h auszugleichen“.[56]

- Cycle World berichtete, dass „…dieselbe Firma (BMW), welche die 'Vereinbarung' in erster Linie eingeleitet hatte, diese mit der BMW S1000RR, deren Höchstgeschwindigkeit mit 303 km/h (188 mph) im Juli 2010 gemeldet wurde, gebrochen hat“.[20]

- Die Ducati 1199 Panigale R von 2013 wurde mit einem elektronischen Tachometer ausgeliefert, der beim Überschreiten von 300 km/h abschaltete, was Kommentatoren dazu veranlasste, zu fragen, ob Ducati damit ihren Rücktritt vom Gentlemen's Agreement signalisierte.[57][58]

- Im Jahr 2014 kündigte Kawasaki an, dass es für die kommende Ninja H2R eine nicht für die Straße zugelassene „track-only“-Version mit 296 PS (221 kW) geben wird. Diese Variante hatte keinen Begrenzer und erreichte bei Tests 340 km/h (210 mph). Kawasaki hat nicht angegeben, ob sie geplant haben, den „Limiter“  aber in die straßenzugelassene Version zu integrieren, die immer noch über 200 PS (150 kW) verfügt, um dem Gentlemen's Agreement zu entsprechen.[59]